# Ypthima irvingi
Ypthima irvingi är en fjärilsart som beskrevs av Van Son 1955. Ypthima irvingi ingår i släktet Ypthima och familjen praktfjärilar. Inga underarter finns listade i Catalogue of Life.